# Бой под Стриганами
Бой под Стриганами (укр. Бій під Стриганами) — сражение войск НКВД и советских партизан против Украинской Повстанческой Армии, состоявшееся с 12 по 13 мая 1944 года у деревни Стриганы (Славутский район, Хмельницкая область).

## Сражение
Утром 12 мая 1944 на Стриганы начал наступление большой отряд украинских повстанцев, форсировавших реку Горынь. В то время советские партизаны ещё спали, и отряд повстанцев  рассчитывал захватить партизанский госпиталь и уничтожить советское командование  партизан. Завязался бой в ходе которого бандеровцы были вынуждены отступить в леса. Было убито 70 человек и захвачено 7 ручных пулемётов.
На следующий день отряды НКВД занялись прочёсыванием лесов и уничтожением скрывшихся. В качестве подкрепления к советским партизанам прибыли две роты автоматчиков НКВД и СССР, а на бронепоезде прибыл также и гвардейский дивизион из Славуты. 13 мая в результате совместных действий НКВД и партизан (последние перекрыли дорогу на север) были уничтожены остатки отряда УПА: всего было убито, по разным данным, от 127 до 197 повстанцев за два дня, а 28 человек попали в плен. Из 28 пленных семеро были убиты советскими партизанами как «особо опасные преступники», «сотрудничавшие с полицаями», остальные были отправлены на сборный пункт в Славуту для допросов.

## Обвинения партизан в расправе над пленными
В 1989 году в разгар Перестройки и гласности в информационном журнале «Поступь» и областной самиздатовской газете «Пробуждение» были опубликованы рассказы партизана Владимира Яцентюка, в которых подробно описывался ход боя с украинскими повстанцами и казнь особо опасных преступников. Как рассказывал Яцентюк, он лично гарантировал жизнь сдавшимся бандеровцам, однако некоторые из них были расстреляны партизанами. После этого в газете Славутского райкома КПУ «Трудовик Полесья» и газете Хмельницкого областного комитета комсомола «Корчагинец» началась травля автора, в ответ на что Яцентюк подал в суд на обе газеты и выиграл дело. Официальных документов о признании вины Антона Одухи и подчинённых ему партизан в преступлениях против пленных нет.

### На русском
- Альберт Доманк, Максим Сбойчаков. ПОДВИГ ДОКТОРА МИХАЙЛОВА. Москва, «Советская Россия», 1971

### На украинском
- Мизак Н. С., Горбатюк В. І. За тебе, свята Україно. Кам’янець-Подільська область у визвольній боротьбі ОУН, УПА: Книга п’ята. — Чернівці: Видавничий дім «Букрек», 2006. — ISBN 966-399-023-6
- Руцький М. М. Вони виборювали волю України. — друге. — Луцьк, 2009. — С. 322—324. — 1000 прим. — ISBN 978-966-361-427-4.
- Тамара Ященко. Болотна вода зафарбувалася в червоний колір // «Молодь України», 1992 (копія)